# Поёт любовь
«Поёт любовь» — дебютный студийный альбом российской певицы Евы Польна, который вышел 19 мая 2014 года на лейбле «1 музыкальное издательство». Это первая работа певицы в качестве сольного исполнителя. Работа над альбомом велась в период с 2010 по 2014 годы, вследствие чего альбом стал одним из самых ожидаемых релизов российских исполнителей.
Во время работы над альбомом Ева Польна выпустила 7 синглов, некоторые из которых стали успешными радиохитами. После выпуска, пластинка «Поёт любовь» получила смешанные отзывы от критиков. В поддержку альбома Польна также представила сольную концертную программу.

## История создания и запись
С 1998 года Ева Польна была известна как участница дуэта «Гости из будущего». В 2009 году Ева Польна объявила о распаде группы и начале своей сольной карьеры. В это время она выпускает песню «Парни не плачут», сопровождаемое музыкальным видео. Как отмечала сама певица, "после ухода из группы осталась в пустом пространстве: без студии, аранжировщика, саунд-продюсера. Но при этом было понятно, что мне нельзя делать музыку хуже, чем была в «Гостях из будущего». Польна также отмечала, что процесс записи шёл трудно, поскольку исполнительница пыталась нащупать материал, отличный от работ в составе дуэта. Как она объясняет, первая песня «Парни не плачут» была пробным шагом к накоплению собственного материала, но по стилю не слишком сильно отличалась от работ с Юрием Усачёвым — именно поэтому этой песни нет в альбоме. Польна также говорила о том, что она сама выступила в качестве основного саунд-продюсера альбома, так как «сидела и искала те звуки, которые хотела услышать внутри композиций» и отметила, что в работе приняли участие несколько «талантливых музыкантов».

## Выпуск
Работа над альбомом велась в период с 2010 по 2014 год. За этот период альбом стал одним из самых ожидаемых релизов среди работ российских исполнителей. За время записи «Поёт любовь» Ева Польна успела посотрудничать с «Velvet Music» и уйти в «свободное плавание», самостоятельно решая, что и как она хочет петь. Изначально планировалось выпустить альбом в конце 2013 года, но выпуск пластинки постоянно откладывался.

## Синглы
Во время работы над альбомом Польна выпустила 7 синглов: «Не расставаясь», «Миражи» (2010); «Корабли», «Я тебя тоже нет (Je T’aime)» (2011); «Весь мир на ладони моей» (2012), «Молчание» (2013), «Это не ты» (2014). Павел Пшенов из MuseCube.org в обзоре композиции «Весь мир на ладони моей» называл «Я тебя тоже нет (Je T’aime)» «лучшей российской поп-песней 2012 года».

## Продвижение

### Презентация
Презентация альбома «Поет любовь» состоялась 24 мая 2014 года в Санкт-Петербурге в клубе «Космонавт».

### Концертная программаПоёт любовь
9 ноября Польна представила концертную программу в концертном зале «Крокус Сити Холл». В музыкальном агентстве «Музыка» писали, что концерт состоял из двух отделений и в целом не оправдал своих ожиданий: «трек-лист практически не отличался от предыдущей программы певицы, так и шоу-программа была на этот раз значительно скуднее и менее подготовленной. Второй главной причиной после однотипности и скукота, конечно же, стал звук, который не шёл ни в какие ворота». Портал Афиша Волна отмечал, что на программу «Поёт любовь» больше всего повлияла новая британская бас-волна (вспоминаются и SBTRKT, и Джейми xx) и гитарная музыка, от тех же Coldplay до Radiohead. Также во время выступления Польна приглашала на сцену Guru Groove Foundation, Тину Кузнецову и Triangle Sun, которые исполняли свои композиции.

## Отзывы критиков
| Оценки критиков | Оценки критиков |
| Источник        | Оценка          |
| --------------- | --------------- |
| NEWSmuz.com     | [ 12 ]          |

Альбом получил смешанные отзывы от профессиональных критиков, но в большинстве положительные. Афиша Волна писали: «если как следует вслушаться в лирику, можно обнаружить, что это, в сущности, альбом не только о превратностях отношений, но и о социальной отверженности, об эскапизме внутрь себя и о том, как в такой ситуации найти какую-то гармонию». Они также отметили, что пластинка является лучшей на российской эстраде, вышедшей в период с 2012 по 2014 год (в промежутке от первого альбома Ивана Дорна до второго альбома Ивана Дорна).
Александр Ковалёв в КубРецензия дал положительно оценку и написал, что "альбом захватывает сразу, начиная с эпичного позитивного Intro («Я здесь») и дальше — 50 минут сплошных хитов, как состоявшихся так и потенциальных. Песни тщательно подобраны, логичны и талантливы. Некоторые — просто «на разрыв» («Не расставаясь, „Это не ты“ и др). А завершающий блок под названием „Лирика“, в котором Ева читает свои стихи (очень хорошие стихи, надо сказать) даёт возможность передохнуть и осмыслить прослушанное. Чтобы снова нажать на play с самого начала».
Портал ВОС дал сразу четыре рецензии на вышедший альбом: от Кирилла Мажая («Поет любовь» как игра в великую грустную женщину), который писал, что «несмотря на все попытки звучать максимально искренне, этой идеальной грустной женщиной Польна больше старается казаться, чем быть. Как это бывает почти в любой поп-музыке, все, что мы видим и слышим — не более, чем игра, пусть и хорошо поставленная. Как и свои нелепые шляпки, Ева надевает раз за разом то маску потерянной, то несбыточной любви, то ещё какой-нибудь важной жизненной проблемы. Пока мир разваливается на куски, Польну больше волнуют мужики — и что с этим делать, решительно непонятно»; от Александра Цоя («Поет любовь» как корейская морковь), который отметил «по-западному звучащую музыку Польны, с точки зрения мелодий и текстов, гораздо ближе к российскому попу и советской эстраде и имеющую крайне мало общего с представителями модной синтезаторной волны. Если ободрать с „Поет любовь“ современные аранжировки и жирный звук и представить, что ей аккомпанирует какой-нибудь ВИА, легко можно поместить Польну в контекст музыкальной передачи советского ещё телевидения».

## Список композиций
Слова и музыка всех песен — Ева Польна.
| №   | Название                  | Длительность |
| --- | ------------------------- | ------------ |
| 1.  | «Я здесь»                 | 2:36         |
| 2.  | «Выход»                   | 4:36         |
| 3.  | «Слова»                   | 3:45         |
| 4.  | «Молчание»                | 3:28         |
| 5.  | «Миражи»                  | 4:28         |
| 6.  | «Не расставаясь»          | 3:09         |
| 7.  | «Корабли»                 | 4:44         |
| 8.  | «Это не ты»               | 3:42         |
| 9.  | «Поёт любовь»             | 3:45         |
| 10. | «На последнем дыхании»    | 3:54         |
| 11. | «Я тебя тоже нет»         | 4:19         |
| 12. | «Весь мир на ладони моей» | 3:56         |
| 13. | «Лирика»                  | 5:12         |

## Чарты

### Синглы
| Год  | Название                      | Чарты                               | Чарты                              | Чарты                                       | Чарты                               | Чарты                             | Чарты                           | Чарты                               | Альбом      |
| Год  | Название                      | Россия и СНГ (TopHit Общий Топ-100) | Россия (TopHit Московский Топ-100) | Россия (TopHit Санкт-Петербургский Топ-100) | Украина (TopHit Украинский Топ-100) | Украина (TopHit Киевский Топ-100) | Радиочарт по заявкам TopHit 100 | Россия и СНГ (TopHit Общий годовой) | Альбом      |
| ---- | ----------------------------- | ----------------------------------- | ---------------------------------- | ------------------------------------------- | ----------------------------------- | --------------------------------- | ------------------------------- | ----------------------------------- | ----------- |
| 2010 | «Не расставаясь»              | 8                                   | 74                                 | 18                                          | -                                   | 66                                | 6                               | 80                                  | Поёт любовь |
| 2010 | «Миражи»                      | 88                                  | -                                  | -                                           | 67                                  | 64                                | 28                              | -                                   | Поёт любовь |
| 2011 | «Корабли»                     | 96                                  | -                                  | -                                           | -                                   | -                                 | 12                              | -                                   | Поёт любовь |
| 2011 | «Я тебя тоже нет (Je T’aime)» | 1                                   | 9                                  | 7                                           | 1                                   | 1                                 | 1                               | 9                                   | Поёт любовь |
| 2012 | «Весь мир на ладони моей»     | 1                                   | 2                                  | 3                                           | 1                                   | 1                                 | 1                               | 2                                   | Поёт любовь |
| 2013 | «Молчание»                    | 14                                  | 20                                 | 40                                          | 23                                  | 59                                | 3                               | 63                                  | Поёт любовь |
| 2014 | «Это не ты»                   | 82                                  |                                    |                                             |                                     |                                   | 4                               |                                     | Поёт любовь |

## Участники записи
В создании и записи альбома приняли участие следующие музыканты:
- Ева Польна — стихи, музыка, вокал, идейный вдохновитель.
- Александра Мания — исполнительный продюсер.
- ChinKong — саунд-продюсер (дорожки 3, 5, 6, 7, 12).
- Юрий Усачёв — саунд-продюсер (дорожка 4)
- Андрей Тимонин — аранжировка, клавишные (дорожки 1, 2, 9, 10).
- Геннадий Лагутин — запись, сведение, трекинг (дорожки 1, 2, 9, 10).
- Павел Мартыненко — гитара (дорожки 1, 2, 9, 10).
- Оксана Пузанова — 1-я скрипка (дорожки 1, 2, 9, 10).
- Вероника Соколовская — 2-я скрипка (дорожки 1, 2, 9, 10).
- Жанна Полякова — альт (дорожки 1, 2, 9, 10).
- Ольга Зозуля — виолончель (дорожки 1, 2, 9, 10).
- Funk Vault Studio — мастеринг (дорожки 1, 2, 4, 8-10).